# 帝国執行令
帝国執行令（Reichsexekutionsordnung）とは、1555年のアウクスブルク帝国議会で定められた制定法。ラント平和を維持する責務を「帝国クライス」に課した。同議会ではアウクスブルク宗教平和令も定められた。

## 背景と内容

### 永久ラント平和令
1495年に、ヴォルムス帝国議会において、永久ラント平和令が定められた。これは、神聖ローマ帝国内におけるフェーデ（私闘）を一切禁じる内容であった。これを受けて、帝国内での紛争を解決するために帝国最高法院が設けられたが、十分には機能しなかった。

### 16世紀
16世紀になると、神聖ローマ帝国は内外の変動に見舞われた。
まず、東方からオスマン帝国がドナウ川流域に進出し、帝国に軍事的脅威を与えた。こうした状況下で、本来は帝国統治院の運営上で設けられた「帝国クライス」が、「帝国台帳」と結びついて帝国防衛のための軍事システムとして機能するようになった。
次に、マルティン・ルターらによる宗教改革が、帝国全土にカトリック・プロテスタントの宗教対立をもたらした。永久ラント平和令が成立した段階では想定できなかった事態であり、このままでは帝国内での宗教戦争を抑止するには限界があった。

### 帝国執行令
シュマルカルデン戦争などの帝国内でのカトリック・プロテスタント間の抗争を経て、1555年にアウクスブルク帝国議会で帝国執行令が定められた。
これはラント平和を維持する責務を「帝国クライス」に課したものであり、同じく定められたアウクスブルク宗教平和令と合わせ、帝国内で続いていた宗教戦争に一定の妥協をもたらすものであった。
15世紀末の永久ラント平和令を、16世紀前半における宗教改革の拡大や神聖ローマ帝国の制度改革に沿った形で補完したといえる。
この帝国執行令で求められた「平和」は、帝国クライス内のラント平和に限定された。
オスマン帝国の軍隊が神聖ローマ帝国に迫った前後（ウィーン包囲など）には、帝国クライスが外敵防衛のための兵員・戦費準備に機能したが、この法令では外敵から帝国を防衛する義務がクライスに課されていなかった。